# Maratonul Berlin

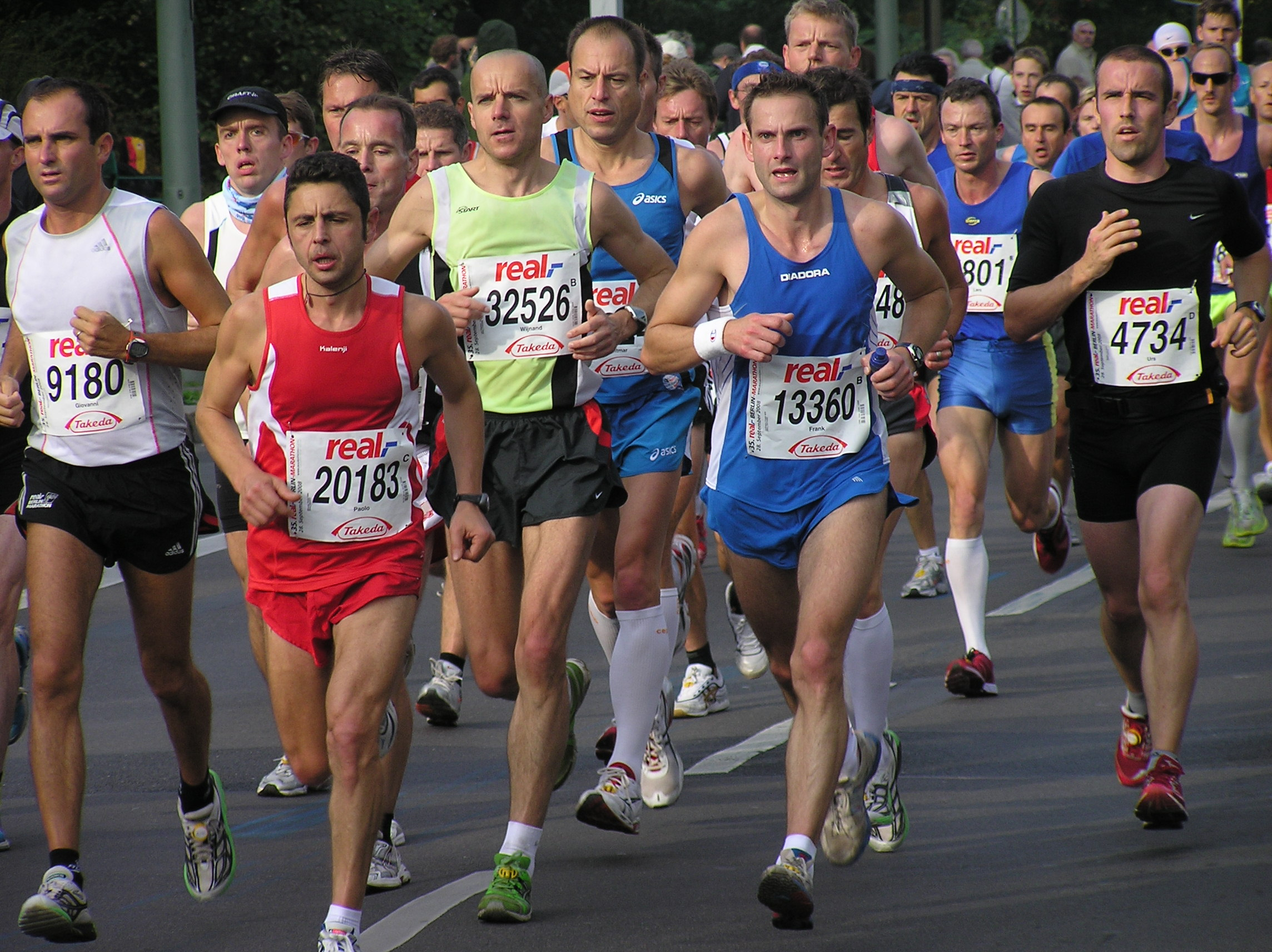
Maratonul din 2008

Maratonul Berlin (denumit BMW Berlin Marathon din motive de sponsorizare) este un eveniment sportiv de masă organizat anual în Berlin, Germania. Cursa de maraton realizată pe distanța oficială de 42,195 km se desfășoară pe un traseu aflat pe străzile din oraș, iar în cadrul ei participă atât sportivi profesioniști cât și amatori. Inițiat în 1974, evenimentul are loc în mod tradițional în ultimul weekend din septembrie, excepție făcând anul 2000, din cauza unui conflict cu data maratonului din cadrul Jocurilor Olimpice, și 2018, când a avut loc cu două săptămâni mai devreme din cauza pregătirilor pentru Ziua Unității Germane.

## Rezultate

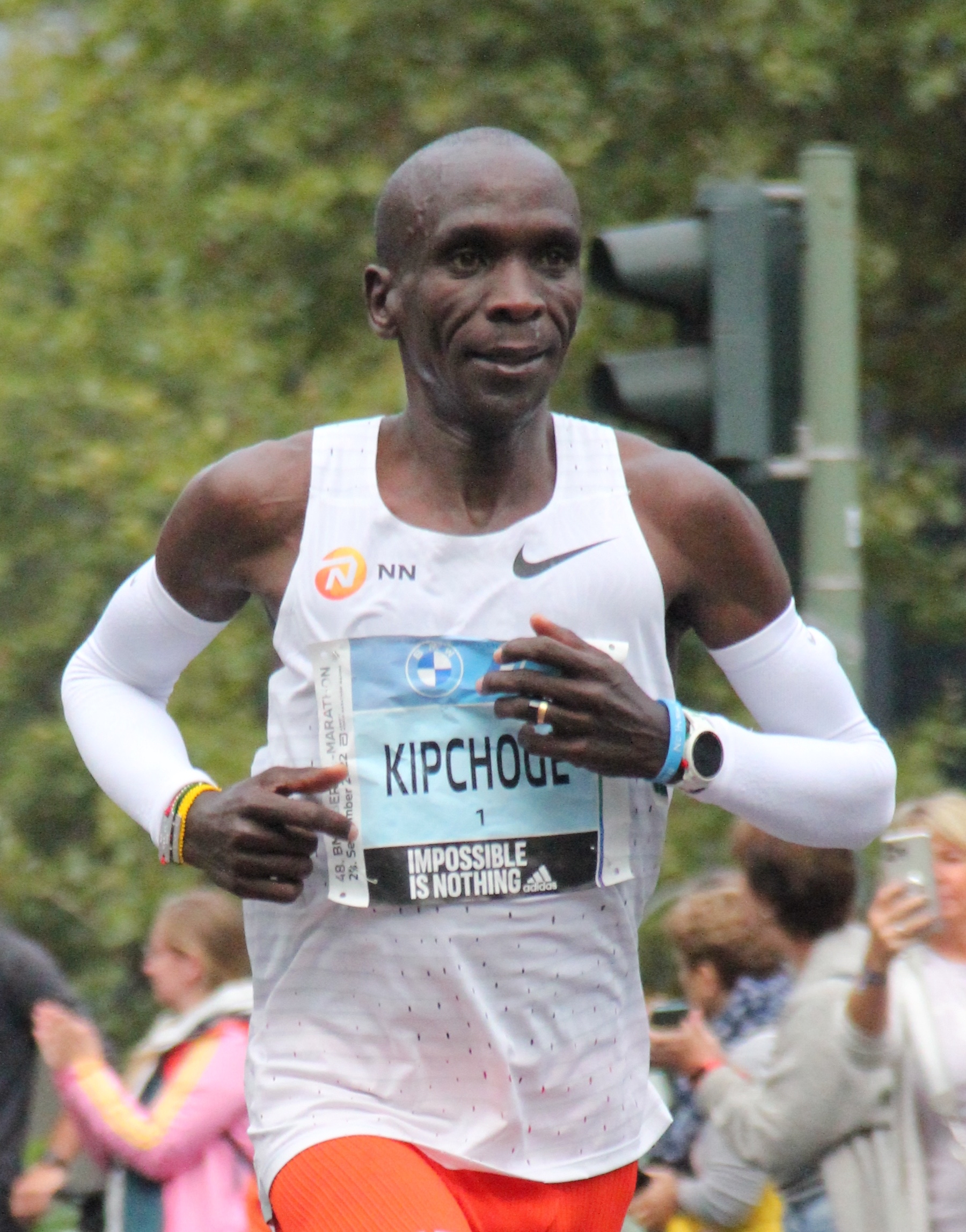
Eliud Kipchoge în 2022

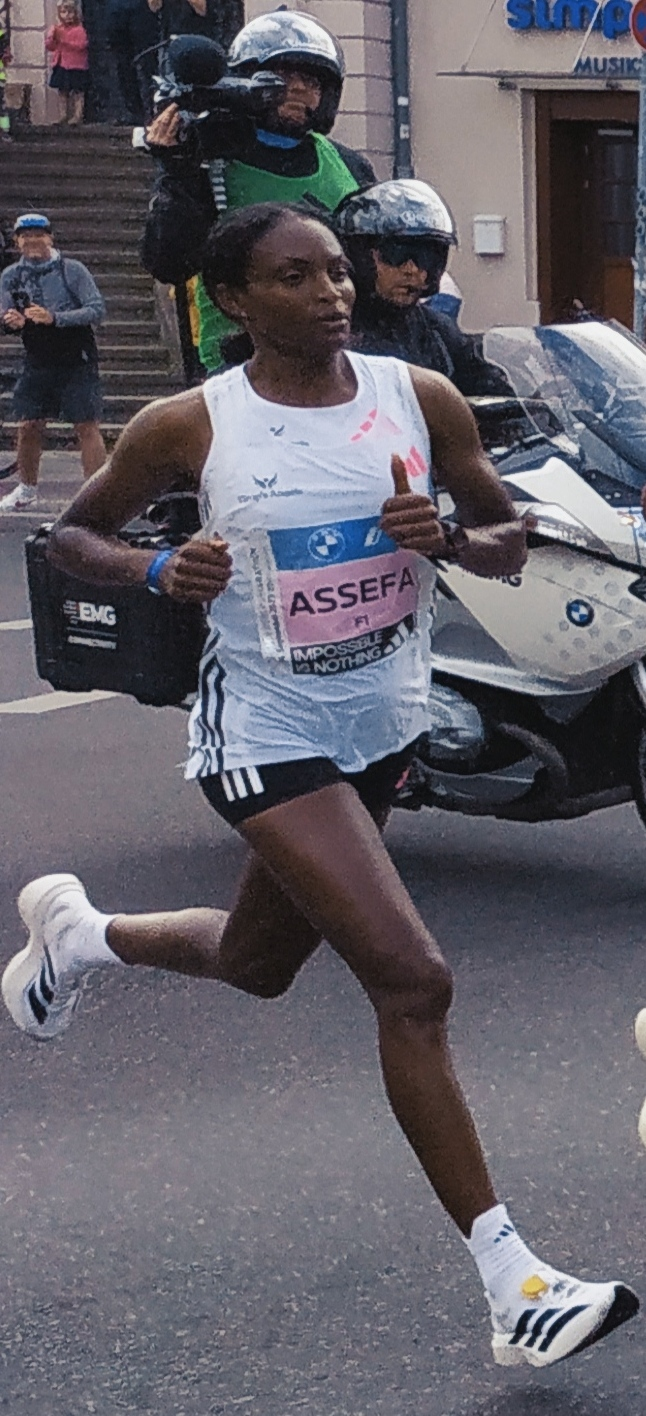
Tigist Assefa în 2023

Recorduri mondiale
Bărbați
| 1998 | Ronaldo da Costa   | Brazilia | 2:06:05 |
| 2003 | Paul Tergat        | Kenya    | 2:04:55 |
| 2007 | Haile Gebrselassie | Etiopia  | 2:04:26 |
| 2008 | Haile Gebrselassie | Etiopia  | 2:03:59 |
| 2011 | Patrick Musyoki    | Kenya    | 2:03:38 |
| 2013 | Wilson Kipsang     | Kenya    | 2:03:23 |
| 2014 | Dennis Kimetto     | Kenya    | 2:02:57 |
| 2018 | Eliud Kipchoge     | Kenya    | 2:01:39 |
| 2019 | Kenenisa Bekele    | Etiopia  | 2:01:41 |
| 2021 | Guye Adola Idemo   | Kenya    | 2:05:45 |
| 2022 | Eliud Kipchoge     | Kenya    | 2:01:09 |
| 2023 | Eliud Kipchoge     | Kenya    | 2:02:42 |
| 2024 | Milkesa Mengesha   | Etiopia  | 2:03:17 |

Femei
| 1977 | Christa Vahlensieck | RFG     | 2:34:48 |
| 1999 | Tegla Loroupe       | Kenya   | 2:20:43 |
| 2001 | Naoko Takahashi     | Japonia | 2:19:46 |
| 2019 | Ashete Bekere       | Etiopia | 2:20:14 |
| 2021 | Gotytom Gebreslase  | Etiopia | 2:20:09 |
| 2022 | Tigist Assefa       | Etiopia | 2:15:37 |
| 2023 | Tigist Assefa       | Etiopia | 2:11:53 |
| 2024 | Tigist Assefa       | Etiopia | 2:16:42 |